# Aubermesnil-aux-Érables
Aubermesnil-aux-Érables település Franciaországban, Seine-Maritime megyében. Lakosainak száma 201 fő (2022. január 1.). Aubermesnil-aux-Érables Rétonval, Le Caule-Sainte-Beuve és Villers-sous-Foucarmont községekkel határos.

## Népesség
A település népességének változása:
| Lakosok száma | 202  | 206  | 209  | 203  | 201  | 199  | 200  | 199  | 201  |
|               | 2013 | 2015 | 2016 | 2017 | 2018 | 2019 | 2020 | 2021 | 2022 |